# جونیور دوس سانتوس
جونیور دوس سانتوس (بالبرتغالية: Junior dos Santos؛ مواليد 30 يناير 1984) هو مُقاتل فنون قتالية مختلطة برازيلي ومصارع محترف سابق يُنافس في فئة الوزن الثقيل. وهو بطل يو إف سي للوزن الثقيل السابق وبطل جامبريد الحالي لفنون القتال المختلطة عارية الأيدي للوزن الثقيل. بصفته مصارعًا محترفًا، ظهر دوس سانتوس في منظمة آول إليت ريسلينغ كعضو في فريق أفضل فريق أمريكي.

## مسيرته في فنون القتال المختلطة

### بدايته
تحول دوس سانتوس إلى الاحتراف في عام 2006، في سن 22 عامًا. خاض منافسات صغيرة في البرازيل، مثل ديمو فايت وبطولة القتال المتطرف وقتالات مينوتاورو ودوري فريق مو. فاز بستة من أول سبع نزالات خاضها، وتكبد هزيمته الوحيدة أمام يواكيم فيريرا، وهو المقاتل الذي سبق أن هزمه.

### يو إف سي (2008–2021)

#### الظهور الأول (2008–2010)
شارك دوس سانتوس لأول مرة في يو إف سي في 25 أكتوبر 2008 في حدث يو إف سي 90. وعلى الرغم من اعتباره من المستضعف، إلا أنه أطاح بالمنافس الأبرز فابريسيو ويردوم في دقيقة وعشرين ثانية من الجولة الأولى، وحصل على مكافأة «أفضل ضربة قاضية في العام».

## البطولات والإنجازات

### فنون القتال المختلطة
- يو إف سي
  - بطولة يو إف سي للوزن الثقيل (مرة واحدة)
  - دفاع ناجح عن اللقب
  - أفضل ضربة قاضية في العام (ثلاث مرات) ضد فابريسيو ويردوم، جبريل غونزاغا، وكين فيلاسكيز
  - قتال الليلة (ثلاث مرات) ضد مارك هنت، ستيبي ميوتيتش، وديريك لويس[9][10][11]
    - جوائز النصف الأول من عام 2013: أفضل ضربة قاضية في النصف الأول من عام 2013 ضد مارك هنت[12]

  - أطول سلسلة انتصارات في تاريخ فئة الوزن الثقيل في يو إف سي (9)[13]
  - أكبر عدد من الضربات القوية التي أسقط الخصوم في تاريخ فئة الوزن الثقيل في يو إف سي (14)[13]
  - بالمشاركة مع (كين فيلاسكيز & فرانسيس نغانو) كثاني أكبر عدد من الضربات القاضية في تاريخ فئة الوزن الثقيل في يو إف سي (10)[13]
  - خامس أكثر عدد من النزالات في تاريخ فئة الوزن الثقيل في يو إف سي (23)[13]
  - رابع أكبر عدد من الانتصارات في تاريخ فئة الوزن الثقيل في يو إف سي (15)[13]
  - ثالث أطول مدة قتال في تاريخ فئة الوزن الثقيل في يو إف سي (4:07:01)[13]
  - ثالث أكبر عدد من الضربات المؤثرة في تاريخ فئة الوزن الثقيل في يو إف سي (1109)[13]
  - سادس أكبر عدد من الضربات المسددة في تاريخ فئة الوزن الثقيل في يو إف سي (1217)[13]
  - أعلى نسبة دفاع ضد الإسقاط في تاريخ فئة الوزن الثقيل في يو إف سي (81.8)[13]
  - بالمشاركة في المركز الرابع في أكبر عدد الضربات القاضية المتتالية في تاريخ يو إف سي (5)[14]
- جامبريد لفنون القتال المختلطة عارية الأيدي
  - بطل جامبريد للوزن الثقيل (الافتتاحي؛ مرة واحدة؛ الحالي)
- مجلة فايت!
  - مفاجأة العام (2008) ضد فابريسيو ويردوم
- إم إم إيه جونكي
  - قتال شهر ديسمبر 2014 ضد ستيبي ميوتيتش[15]
- شيردوغ
  - الفريق الثالث لكل العنف 2010[16]
  - الفريق الأول لكل العنف 2011[17]

## حياته الشخصية
صرح دوس سانتوس أن أنطونيو رودريجو نوغيرا هو بطله.
هو كاثوليكي روماني.
في يناير 2013، أعلن أنه طلق زوجته بعد زواج دام عشر سنوات قبل المنافسة في حدث يو إف سي 155.
في 9 مارس 2017، ولد أول طفل لدوس سانتوس، وهو صبي. أما طفل دوس سانتوس الثاني، وهي فتاة، فقد سُميت على اسم والدته.[بحاجة لمصدر]

## فيلموغرافيا
ظهر دوس سانتوس كأحد المتسابقين في (بالبرتغالية: Dança dos Famosos‏)، النسخة البرازيلية من الرقص مع النجوم، والتي بدأت في 25 أغسطس 2019 في «دومينغاو دو فاوستاو» على قناة جلوبو. تم إقصاء دوس سانتوس من المنافسة في 1 ديسمبر 2019، ليحتل المركز الخامس.

## سجل فنون القتال المختلطة
| السجل المهني |        |          |
| 33 نزال      | 23 فوز | 10 خسارة |
| ضربة قاضية   | 16     | 8        |
| إخضاع        | 1      | 1        |
| قرار القضاة  | 6      | 1        |

| النتيجة | السجل | الخصم                | الطريقة                          | الحدث                                         | التاريخ        | الجولة | الوقت | المكان                                     | الملاحظات                                                                                                   |
| ------- | ----- | -------------------- | -------------------------------- | --------------------------------------------- | -------------- | ------ | ----- | ------------------------------------------ | --- |
| فاز     | 23–10 | ألان بيلشر           | ضربة فنية قاضية (باللكمات)       | جامبريد لفنون القتال المختلطة عارية الأيدي 7  | 2 مارس 2024    | 2      | 4:39  | أورلاندو، فلوريدا، الولايات المتحدة        | فنون القتال المختلطة عارية الأيدي. فاز بلقب بطولة فنون القتال المختلطة عارية الأيدي للوزن الثقيل الافتتاحي. |
| فاز     | 22–10 | فابريسيو ويردوم      | قرار القضاة (بالانقسام)          | جامبريد لفنون القتال المختلطة عارية الأيدي 5  | 8 سبتمبر 2023  | 3      | 5:00  | جاكسونفيل، فلوريدا، الولايات المتحدة       | فنون القتال المختلطة عارية الأيدي                                                                           |
| خسر     | 21–10 | يورغان دي كاسترو     | ضربة فنية قاضية (إصابة الكتف)    | النسر 47                                      | 20 مايو 2022   | 3      | 0:35  | ميامي، فلوريدا، الولايات المتحدة           | |
| خسر     | 21–9  | سيريل غان            | ضربة فنية قاضية (بالمرفق)        | يو إف سي 256                                  | 12 ديسمبر 2020 | 2      | 2:34  | لاس فيغاس، نيفادا، الولايات المتحدة        | |
| خسر     | 21–8  | جيرزينيو روزينسترويك | ضربة فنية قاضية (باللكمات)       | يو إف سي 252                                  | 15 أغسطس 2020  | 2      | 3:47  | لاس فيغاس، نيفادا، الولايات المتحدة        | |
| خسر     | 21–7  | كورتيس بلايدز        | ضربة فنية قاضية (باللكمات)       | يو إف سي ليلة القتال: بلايدز ضد دوس سانتوس    | 25 يناير 2020  | 2      | 1:06  | رالي، كارولاينا الشمالية، الولايات المتحدة | |
| خسر     | 21–6  | فرانسيس نغانو        | ضربة فنية قاضية (باللكمات)       | يو إف سي على إي إس بي إن: نغانو ضد دوس سانتوس | 29 يونيو 2019  | 1      | 1:11  | مينيابوليس، مينيسوتا، الولايات المتحدة     | |
| فاز     | 21–5  | ديريك لويس           | ضربة فنية قاضية (باللكمات)       | يو إف سي ليلة القتال: لويس ضد دوس سانتوس      | 9 مارس 2019    | 2      | 1:58  | ويتشيتا، كانساس، الولايات المتحدة          | قتال الليلة.                                                                                                |
| فاز     | 20–5  | تاي تويفاسا          | ضربة فنية قاضية (باللكمات)       | يو إف سي ليلة القتال: دوس سانتوس ضد تويفاسا   | 2 ديسمبر 2018  | 2      | 2:30  | أديلايد، أستراليا                          | |
| فاز     | 19–5  | بلاغوي إيفانوف       | قرار القضاة (بالإجماع)           | يو إف سي ليلة القتال: دوس سانتوس ضد إيفانوف   | 14 يوليو 2018  | 5      | 5:00  | بويسي، أيداهو، الولايات المتحدة            | |
| خسر     | 18–5  | ستيبي ميوتيتش        | ضربة فنية قاضية (باللكمات)       | يو إف سي 211                                  | 13 مايو 2017   | 1      | 2:22  | دالاس، تكساس، الولايات المتحدة             | على لقب بطولة يو إف سي للوزن الثقيل.                                                                        |
| فاز     | 18–4  | بان روثوال           | قرار القضاة (بالإجماع)           | يو إف سي ليلة القتال: روثويل ضد دوس سانتوس    | 10 أبريل 2016  | 5      | 5:00  | زغرب، كرواتيا                              | |
| خسر     | 17–4  | أليستير أوفيريم      | ضربة فنية قاضية (باللكمات)       | يو إف سي على فوكس: دوس أنجوس ضد كاوبوي 2      | 19 ديسمبر 2015 | 2      | 4:43  | أورلاندو، فلوريدا، الولايات المتحدة        | |
| فاز     | 17–3  | ستيبي ميوتيتش        | قرار القضاة (بالإجماع)           | يو إف سي على فوكس: دوس سانتوس ضد ميوتيتش      | 13 ديسمبر 2014 | 5      | 5:00  | فينيكس، أريزونا، الولايات المتحدة          | قتال الليلة.                                                                                                |
| خسر     | 16–3  | كين فيلاسكيز         | ضربة فنية قاضية (سلام ولكمة)     | يو إف سي 166                                  | 19 أكتوبر 2013 | 5      | 3:09  | هيوستن، تكساس، الولايات المتحدة            | على لقب بطولة يو إف سي للوزن الثقيل.                                                                        |
| فاز     | 16–2  | مارك هنت             | ضربة قاضية (ركلة الخطاف الدوارة) | يو إف سي 160                                  | 25 مايو 2013   | 3      | 4:18  | لاس فيغاس، نيفادا، الولايات المتحدة        | الفائز سيُنافس على لقب بطولة يو إف سي للوزن الثقيل. قتال الليلة.                                             |
| خسر     | 15–2  | كين فيلاسكيز         | قرار القضاة (بالإجماع)           | يو إف سي 155                                  | 29 ديسمبر 2012 | 5      | 5:00  | لاس فيغاس، نيفادا، الولايات المتحدة        | خسر لقب بطولة يو إف سي للوزن الثقيل.                                                                        |
| فاز     | 15–1  | فرانك مير            | ضربة فنية قاضية (باللكمات)       | يو إف سي 146                                  | 26 مايو 2012   | 2      | 3:04  | لاس فيغاس، نيفادا، الولايات المتحدة        | دافع عن لقب بطولة يو إف سي للوزن الثقيل.                                                                    |
| فاز     | 14–1  | كين فيلاسكيز         | ضربة قاضية (باللكمات)            | يو إف سي على فوكس: فيلاسكيز ضد دوس سانتوس     | 12 نوفمبر 2011 | 1      | 1:04  | آناهايم، كاليفورنيا، الولايات المتحدة      | فاز بلقب بطولة يو إف سي للوزن الثقيل. أفضل ضربة قاضية في الليلة.                                            |
| فاز     | 13–1  | شين كاروين           | قرار القضاة (بالإجماع)           | يو إف سي 131                                  | 11 يونيو 2011  | 3      | 5:00  | فانكوفر، كولومبيا البريطانية، كندا         | الفائز سيُنافس على لقب بطولة يو إف سي للوزن الثقيل.                                                          |
| فاز     | 12–1  | روي نيلسون           | قرار القضاة (بالإجماع)           | يو إف سي 117                                  | 7 أغسطس 2010   | 3      | 5:00  | أوكلاند، كاليفورنيا، الولايات المتحدة      | |
| فاز     | 11–1  | جبريل غونزاغا        | ضربة فنية قاضية (باللكمات)       | يو إف سي لايف: فيرا ضد جونز                   | 21 مارس 2010   | 1      | 3:53  | بورمفيلد، كولورادو، الولايات المتحدة       | أفضل ضربة قاضية في الليلة.                                                                                  |
| فاز     | 10–1  | جيلبرت إيفيل         | ضربة فنية قاضية (باللكمات)       | يو إف سي 108                                  | 2 يناير 2010   | 1      | 2:07  | لاس فيغاس، نيفادا، الولايات المتحدة        | |
| فاز     | 9–1   | ميركو كرو كوب        | ضربة فنية قاضية (خضوع للكمة)     | يو إف سي 103                                  | 19 سبتمبر 2009 | 3      | 2:00  | دالاس، تكساس، الولايات المتحدة             | |
| فاز     | 8–1   | ستيفان ستروف         | ضربة فنية قاضية (باللكمات)       | يو إف سي 95                                   | 21 فبراير 2009 | 1      | 0:54  | لندن، إنجلترا                              | |
| فاز     | 7–1   | فابريسيو ويردوم      | ضربة فنية قاضية (باللكمات)       | يو إف سي 90                                   | 25 أكتوبر 2008 | 1      | 1:20  | روسمونت، إلينوي، الولايات المتحدة          | أفضل ضربة قاضية في الليلة.                                                                                  |
| فاز     | 6–1   | جيرونيمو دوس سانتوس  | ضربة فنية قاضية (إيقاف الطبيب)   | ديمو فايت 3                                   | 24 مايو 2008   | 1      | 0:44  | Salvador، البرازيل                         | العودة للوزن الثقيل.                                                                                        |
| خسر     | 5–1   | يواكيم فيريرا        | إخضاع (الضغط على الذراع)         | إم تي إل: النهائي                             | 10 نوفمبر 2007 | 1      | 1:13  | ساو باولو، البرازيل                        | |
| فاز     | 5–0   | يائير غونسالفيس      | ضربة فنية قاضية (باللكمات)       | دوري فريق مو 2                                | 29 سبتمبر 2007 | 1      | 2:52  | ساو باولو، البرازيل                        | |
| فاز     | 4–0   | يواكيم فيريرا        | ضربة فنية قاضية (بالانسحاب)      | إكس إف سي: البرازيل                           | 29 أبريل 2007  | 1      | 5:00  | ريو دي جانيرو، البرازيل                    | |
| فاز     | 3–0   | إدسون راموس          | ضربة فنية قاضية (إيقاف الطبيب)   | إكس إف سي: البرازيل                           | 29 أبريل 2007  | 1      | 8:45  | ريو دي جانيرو، البرازيل                    | أول ظهور في وزن خفيف الثقيل.                                                                                |
| فاز     | 2–0   | إدواردو مايورينو     | إخضاع (خنق المقصلة)              | قتال مينوتاورو 5                              | 9 ديسمبر 2006  | 1      | 0:50  | ساو برناردو دو كامبو، البرازيل             | |
| فاز     | 1–0   | جايلسون سيلفا سانتوس | ضربة قاضية (ركلة سوكر)           | ديمو فايت 1                                   | 16 يوليو 2006  | 1      | 2:58  | سلفادور، البرازيل                          | |

## نزالات الدفع مقابل المشاهدة
| #  | الحدث        | القتال                        | التاريخ        | المكان                       | المدينة                             | المبلغ  |
| -- | ------------ | ----------------------------- | -------------- | ---------------------------- | ----------------------------------- | ------- |
| 1. | يو إف سي 103 | دوس سانتوس ضد كرو كوب (مشترك) | 9 سبتمبر 2009  | مركز الخطوط الجوية الأمريكية | دالاس، تكساس، الولايات المتحدة      | 375،000 |
| 2. | يو إف سي 131 | دوس سانتوس ضد كاروين          | 11 يونيو 2011  | روجرز أرينا                  | فانكوفر، كولومبيا البريطانية، كندا  | 325،000 |
| 3. | يو إف سي 146 | دوس سانتوس ضد مير             | 26 مايو 2012   | إم جي إم جراند جاردن أرينا   | لاس فيغاس، نيفادا، الولايات المتحدة | 560،000 |
| 4. | يو إف سي 155 | دوس سانتوس ضد فيلاسكيز 2      | 29 ديسمبر 2012 | إم جي إم جراند جاردن أرينا   | لاس فيغاس، نيفادا، الولايات المتحدة | 590،000 |
| 5. | يو إف سي 160 | دوس سانتوس ضد هانت (مشترك)    | 25 مايو 2013   | إم جي إم جراند جاردن أرينا   | لاس فيغاس، نيفادا، الولايات المتحدة | 380،000 |
| 6. | يو إف سي 166 | فيلاسكيز ضد دوس سانتوس 3      | 19 أكتوبر 2013 | تويوتا سنتر                  | هيوستن، تكساس، الولايات المتحدة     | 330،000 |
| 7. | يو إف سي 211 | ميوسيتش ضد دوس سانتوس 2       | 13 مايو 2017   | مركز الخطوط الجوية الأمريكية | دالاس، تكساس، الولايات المتحدة      | 300،000 |

## وصلات خارجية
- جونیور دوس سانتوس على موقع يو إف سي (الإنجليزية)
- جونیور دوس سانتوس على موقع شيردوغ (الإنجليزية)
- جونیور دوس سانتوس على موقع Tapology.com (الإنجليزية)
- جونیور دوس سانتوس على موقع IMDb (الإنجليزية)
- جونیور دوس سانتوس على موقع قاعدة بيانات الفيلم (الإنجليزية)

| الإنجازات         | الإنجازات                                                            | الإنجازات         |
| ----------------- | -------------------------------------------------------------------- | ----------------- |
| سبقه كين فيلاسكيز | بطل يو إف سي للوزن الخفيف السادس عشر 12 نوفمبر 2011 – 29 ديسمبر 2012 | تبعه كين فيلاسكيز |